# Mera (DC Extended Universe)
Y'Mera Xebella Challa, conosciuta semplicemente come Mera, è un personaggio immaginario del DC Extended Universe (DCEU), basata sull'omonimo personaggio di DC Comics. Interpretata da Amber Heard, Mera debutta sul grande schermo in Justice League (2017). Principessa del regno sottomarino di Xebel, possiede straordinari poteri acquatici. Come nei fumetti, è il principale interesse amoroso di Arthur Curry / Aquaman e funge da complemento al suo personaggio.

## Biografia del personaggio

### Justice League(2017)

#### Versione cinematografica
Mera fa il suo debutto cinematografico nell'adattamento di Justice League. Viene mostrata mentre protegge una Scatola Madre sotto la custodia degli Atlantidei, quando Steppenwolf arriva per sottrarla. Nonostante l'intervento di Arthur Curry in suo aiuto, Mera e gli altri Atlantidei vengono facilmente sconfitti dal Nuovo Dio, che riesce a impossessarsi della scatola. Successivamente, Mera persuade Arthur a inseguire Steppenwolf e a unirsi alla Justice League, consegnandogli la sua armatura e il tridente.

#### Versione del regista
Durante lo scontro con Steppenwolf, Mera dimostra la sua abilità di manipolare il sangue, arrivando quasi a dissanguarlo a morte prima che questi contrattacchi. Steppenwolf è sul punto di ucciderla, ma viene fermato dall'intervento di Arthur, che blocca il colpo fatale. Mera rivela che i suoi genitori sono stati uccisi nelle guerre di Xebel, costringendo Atlanna, la madre di Arthur, a prendersi cura di lei. Dopo la sconfitta di Steppenwolf per mano della Justice League, Mera e Nuidis Vulko si incontrano con Arthur, che si congeda da loro prima di andare a trovare suo padre Thomas.
Mera appare anche nella seconda visione "Knightmare" di Bruce Wayne. In questa realtà distopica, lei si unisce a Batman, Flash, Cyborg, Deathstroke e Joker mentre cercano di sfuggire a Superman, controllato mentalmente da Darkseid e divenuto il suo braccio destro dopo la conquista del mondo. Mera si unisce all'insurrezione guidata da Batman per vendicare Arthur, ucciso da Darkseid, impugnando il tridente del re di Atlantide. Durante un confronto, rimprovera Batman, accusandolo di non conoscere il vero dolore della perdita, fino a quando Joker non rievoca la morte dei suoi genitori e del suo figlio adottivo, mettendo a nudo le sue sofferenze.

### Aquaman(2018)
Quando il fratellastro di Arthur, Orm Marius, a cui Mera è promessa in matrimonio, minaccia di dichiarare guerra al mondo di superficie come Re di Atlantide e costringe i regni sottomarini a unirsi a lui, Mera si reca in superficie per implorare Arthur di fermarlo. Inizialmente Arthur rifiuta, ma cambia idea dopo che Mera guadagna la sua fiducia salvando suo padre Thomas da uno tsunami evocato da Orm. Presentandosi finalmente per nome, Mera accompagna Arthur per riunirsi con Vulko. Nel frattempo, si scopre che il padre di Mera, Re Nereus, è vivo ed è stato ingannato nel sostenere l'alleanza di Orm.
Mera e Arthur si incontrano con Vulko ad Atlantide, ma cadono in un'imboscata dagli uomini di Orm, e Arthur viene catturato. Mera è costretta ad assistere al duello mortale tra Orm e Arthur dagli spalti, ma decide di tradire Orm e interviene per salvare Arthur durante il combattimento. I due riescono a fuggire e iniziano a seguire le tracce del Tridente perduto di Atlan, intraprendendo un viaggio che li conduce prima nel deserto del Sahara e poi in Sicilia. Inizialmente litigiosi, i due finiscono per innamorarsi. Tuttavia, vengono attaccati da David Kane, un mercenario umano assoldato da Orm. Dopo aver scoperto che Kane li ha rintracciati grazie a un braccialetto camuffato da dispositivo di localizzazione donato da Orm, Mera distrugge il dispositivo e aiuta Arthur a respingere Kane e alcune guardie atlantidee, anche se Arthur rimane ferito nella lotta.
In fuga, Mera e Arthur vengono attaccati dalle creature della Trincea e sono costretti a rifugiarsi in un vortice che li conduce al centro della Terra. Qui trovano Atlanna, madre di Arthur, viva e vegeta, nonostante si credesse fosse stata giustiziata per la sua relazione illegittima. Insieme scoprono anche il Tridente custodito dal Karathen. Arthur riesce a recuperare il Tridente, dimostrando di essere il legittimo re di Atlantide e ottenendo il controllo dei Sette Mari. Con Mera e il Karathen, guida un esercito di creature marine in battaglia contro Orm, che mira a conquistare il Regno della Salamoia. Mera convince Nereus a unirsi ad Arthur, e il re acconsente dopo aver visto Arthur con il Tridente. Dopo la sconfitta di Orm, Mera è al fianco di Arthur mentre viene ufficialmente incoronato Re di Atlantide.

### Aquaman e il regno perduto(2023)
Heard ha ripreso il suo ruolo di Mera in Aquaman e il regno perduto.

## Concezione e sviluppo

### Origine nei fumetti
Mera è il tradizionale interesse amoroso di Aquaman, è apparsa per la prima volta nei fumetti nel 1963 ed è solitamente rappresentata come la regina dei mari al fianco di Aquaman, il re. Aquaman e Mera si sono sposati in quello che è stato il primo matrimonio tra supereroi nella storia dei fumetti, avvenuto in Aquaman #18 (dicembre 1964). Successivamente, gli autori dei fumetti hanno dato maggiore risalto ai poteri acquatici di Mera e alle sue abilità di guerriera, facendone una protagonista a pieno titolo. In alcune storie, è stata anche inserita tra i membri della Justice League, sia al fianco di Aquaman sia come sua sostituta.

### Casting ed effetti speciali

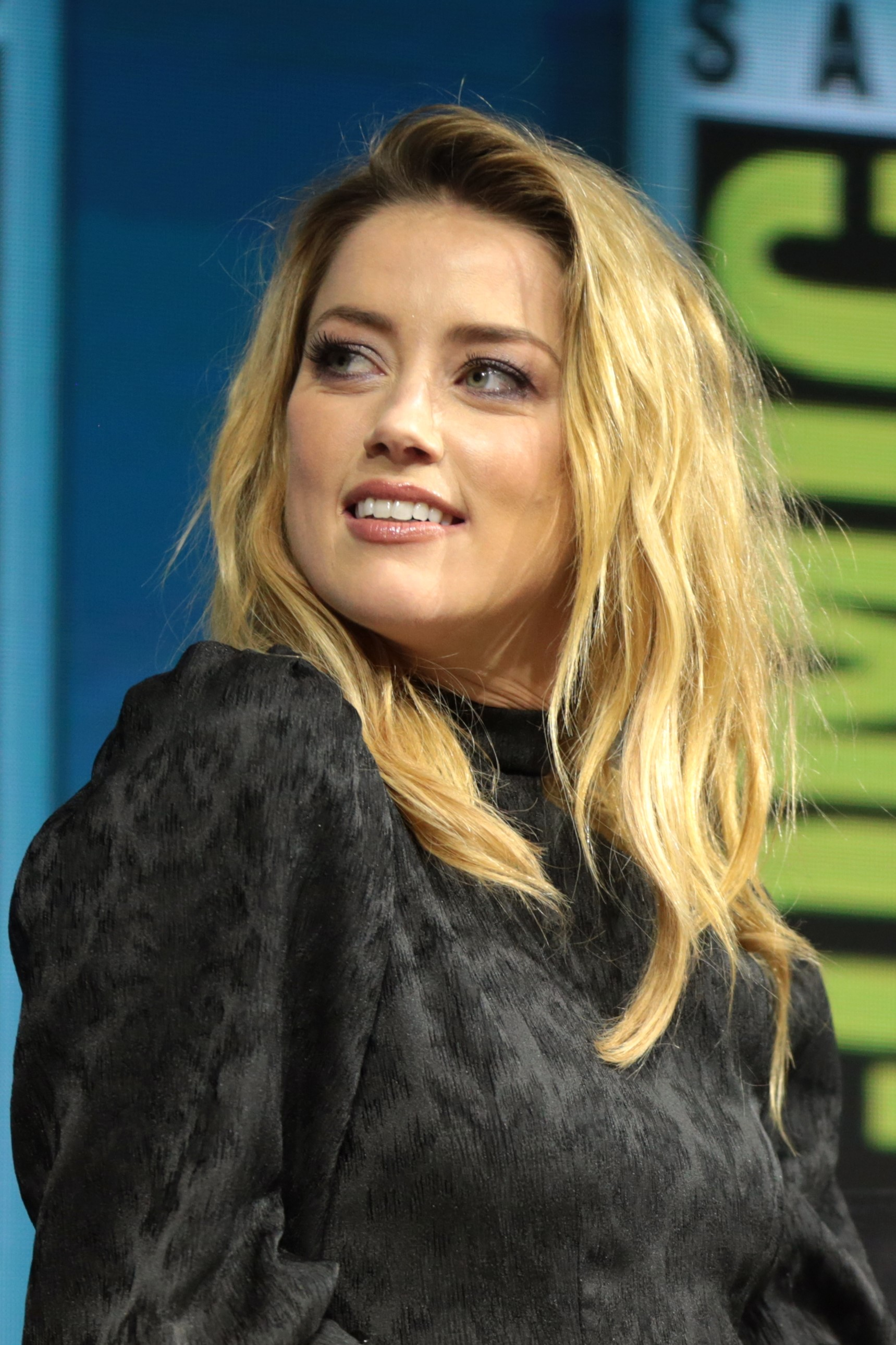
Amber Heard promuove Aquaman nel 2018

Dopo anni di tentativi di adattare Aquaman al cinema, l'attrice americana Amber Heard è stata scelta per interpretare Mera nei film del DC Extended Universe, Justice League (2017) e Aquaman (2018), nel 2016, poco dopo che Jason Momoa era stato selezionato per il ruolo di Arthur Curry / Aquaman. Questo ha rappresentato il primo ruolo importante di Heard in un film di uno studio di grande produzione. L'attrice ha dichiarato di essere stata attratta dalla parte perché Mera è una «supereroina forte, indipendente e pienamente padrona di sé».
Per i film, Heard ha indossato una parrucca rossa sopra i suoi capelli naturali. La tonalità di rosso in Aquaman era notevolmente più vibrante rispetto alle due versioni di Justice League, a causa delle diverse scelte di saturazione dei colori tra i film. I fan hanno notato che il rosso più intenso in Aquaman era più fedele ai fumetti, anche se il colorista del film, Mark Griffith, ha ammesso che in alcune scene il colore dei capelli di Mera risultava «eccessivamente vibrante». Per questo motivo, ha lavorato per desaturarlo in determinate sequenze. Diverse case di effetti speciali, tra cui Industrial Light & Magic (ILM), Method Studios, Scanline VFX, Digital Domain e altre, hanno contribuito alla realizzazione delle scene subacquee e dei combattimenti di Mera, inclusi i movimenti dei suoi capelli nell'acqua. Questi effetti sono particolarmente visibili in scene come il primo duello tra Orm e Arthur, la lotta di Arthur e Mera contro Black Manta e la visita alla Trincea. Inoltre, Heard e altri membri del cast, comprese le controfigure, sono stati sospesi con imbracature durante le riprese per simulare i combattimenti subacquei.
In Zack Snyder's Justice League (2021), la versione del regista del film del 2017, Mera utilizza un accento britannico, mentre nella versione cinematografica e in Aquaman Heard recita con il suo consueto accento americano. Heard è stata uno degli attori che hanno partecipato alle riprese aggiuntive per la Snyder Cut nel 2020, insieme a Ben Affleck, Ray Fisher, Joe Manganiello, Ezra Miller e Jared Leto.
Durante la produzione di Aquaman e il regno perduto (2023), il presidente della DC Films, Walter Hamada, è stato coinvolto in una deposizione di tre ore riguardo alla presenza di Heard nel film sequel. Sebbene alla fine l'attrice sia stata confermata per l'uscita programmata a marzo 2023, inizialmente la sua partecipazione era stata messa in dubbio. Secondo la testimonianza di Hamada, il problema era legato a una presunta mancanza di chimica tra Heard e Momoa, una questione già emersa pubblicamente in passato.

## Accoglienza
Per la sua interpretazione di Mera in Aquaman, Helen O'Hara di Empire l'ha descritta come una "cosplayer della Sirenetta" e come il principale punto di riferimento di Arthur Curry, da cui il protagonista dipende interamente. Michael O'Sullivan del Washington Post ha invece scritto che Heard sembrava 'un pesce fuor d'acqua' accanto al 'carismatico' Jason Momoa, pur apprezzando la dinamica 'sciocca e romantica' tra Arthur e Mera. Per quanto riguarda il design di Mera, Matt Zoller Seitz di RogerEbert.com ha lodato il dettagliato abito ispirato a una medusa che il personaggio indossa durante il primo duello tra Arthur e Orm, mentre Veronica Walsingham di Slate ha criticato il colore rosso dei capelli di Mera, definendolo innaturale e meno convincente rispetto a quello visto in Justice League. Dopo l'uscita di Zack Snyder's Justice League (2021), i fan hanno apprezzato la rappresentazione più approfondita delle abilità di Mera e una maggiore coerenza con il suo arco narrativo in Aquaman rispetto alla versione cinematografica di Justice League. Tuttavia, sono state evidenziate diverse incongruenze nel personaggio tra la 'Snyder Cut' e Aquaman, come il cambio di accento e il destino del padre, Nereus.

### Controversie sul casting
In seguito al divorzio altamente mediatico tra Amber Heard e l'ex marito Johnny Depp, accompagnato dalla successiva battaglia legale e dalle accuse reciproche di abusi, nonché dal licenziamento di Depp dal film Animali fantastici - I segreti di Silente in seguito a un articolo di The Sun che lo accusava di abusi, molti fan hanno iniziato a chiedere il licenziamento di Heard. Nel novembre 2020, una petizione su Change.org per escludere Heard dal franchise ha raccolto oltre 1,5 milioni di firme. Alcuni sostenitori sono arrivati a richiedere la rimozione dell'attrice anche in Zack Snyder's Justice League. A maggio 2022, durante il processo per diffamazione di Depp contro Heard, la petizione ha superato i quattro milioni di firme. Inoltre, alcuni fan hanno proposto Emilia Clarke, famosa per il ruolo di Daenerys Targaryen accanto a Khal Drogo (interpretato da Jason Momoa) ne Il Trono di Spade, come sostituta di Heard nel ruolo di Mera.
Nonostante ciò, Peter Safran, produttore di Aquaman e il regno perduto, ha dichiarato che Heard era la scelta giusta per il cast del film e che non avevano mai considerato di realizzare il sequel senza di lei. Safran ha aggiunto che non avrebbero ceduto alla "pura pressione dei fan" generata dalla petizione e dalle discussioni sui social media.

## Altre apparizioni
Sebbene la miniserie animata di HBO Max Aquaman: King of Atlantis non sia considerata canonica rispetto al DCEU principale, essa fa riferimento a diversi eventi dei film e si colloca temporalmente subito dopo l'incoronazione di Arthur come re in Aquaman. Nella serie, Mera è doppiata da Gillian Jacobs.